# Georg Pniower
Georg Wolf Theodor Béla Pniower (* 29. April 1896 in Breslau; † 14. März 1960 in Berlin) war Gärtner, Landschaftsarchitekt und Professor für Garten- und Landeskultur in Berlin. Vor allem im Berlin der 1920er und 1930er Jahre gestaltete er Gärten avantgardistischer Villen, aber auch Kleingärten und Wohnanlagen Er plädierte schon in der Zeit nach dem Zweiten Weltkrieg für eine ressourcenschonende, planmäßige Landespflege. Er gilt gemeinsam mit Reinhold Lingner als wichtigster Landschaftsplaner der DDR. Da er nach dem Zweiten Weltkrieg in Ost-Berlin lebte und lehrte, wurde Georg Pniower lange Zeit wenig beachtet; erst in den 1990er Jahren wurden seine Arbeiten „wiederentdeckt“.

## Leben
Georg Pniower war ein Sohn des jüdischen Weingroßhändlers Georg Pniower (1844–1899) und der evangelischen Amalie Julie Gertrud Pniower geb. May. Er lernte ab 1911 das Gärtnerhandwerk und war danach in den städtischen Gartenverwaltungen in Trier und Beuthen tätig. Von 1916 bis 1920 studierte Pniower mit Unterbrechungen in Proskau in Schlesien Gartenbautechnik. Seine berufliche Prägung erhielt er vor allem in der Zeit der Weimarer Republik. 1920/1921 arbeitete er im Gartenbauamt Hannover als Gartentechniker. Es folgten Weiterbildungen in Gartenschulen sowie an der Technischen Hochschule Hannover und an der Kunstakademie Düsseldorf. Pniower wurde zum Gartenbauinspektor 1922/1923 in Proskau ausgebildet. Darüber hinaus war Pniower von 1922 bis 1925 bei den Berliner Firmen Ludwig Späth und Hermann Rothe als leitender Gartenarchitekt tätig und arbeitete anschließend als freischaffender Garten- und Landschaftsarchitekt und Berater beim Provinzialverband der Kleingärtner von Groß-Berlin.
Bis 1933 war Pniower Mitglied der SPD. Aufgrund seiner jüdischen Abstammung wurde Pniower 1933 von den Nationalsozialisten als „Halbjude“ klassifiziert und 1935 aus der Reichskammer der Bildenden Künste ausgeschlossen, was einem Berufsverbot gleichkam, da es die Arbeit als Freiberufler unmöglich machte. Als er sein Büro auf seine Frau Ruth übertrug, die ebenfalls Landschaftsplanerin und „Arierin“ war, wurde auch sie 1936 aus der Reichskammer ausgeschlossen. Pniower emigrierte 1938 nach England. 1939 kehrte er jedoch nach Deutschland zurück und wurde für eine kurze Zeit zum Wehrdienst einberufen. Danach betrieb er ab 1940 eine Gemüsegärtnerei. 1944 wurde er verhaftet und zur Zwangsarbeit in der Spinnstofffabrik Zehlendorf verpflichtet.
Nach Kriegsende erhielt er von den westlichen Alliierten in Berlin erste Aufträge und wurde 1946 zum ordentlichen Professor sowie zum Inhaber des Lehrstuhls für Gartengestaltung an der Landwirtschaftlichen Fakultät der Universität Berlin berufen, der sich in Berlin-Dahlem befand. 1951 verließ Pniower den Westen Berlins und baute an der Humboldt-Universität zu Berlin den Lehrstuhl für Gartenkunst und Landschaftsgestaltung auf. Er wurde Direktor des Instituts für Gartenkunst und Landschaftsgestaltung  an der Landwirtschaftlich-Gärtnerischen Fakultät der Humboldt-Universität. Das bisherige Institutsgebäude im Dahlemer Albrecht-Thaer-Weg ging an die Technische Universität.

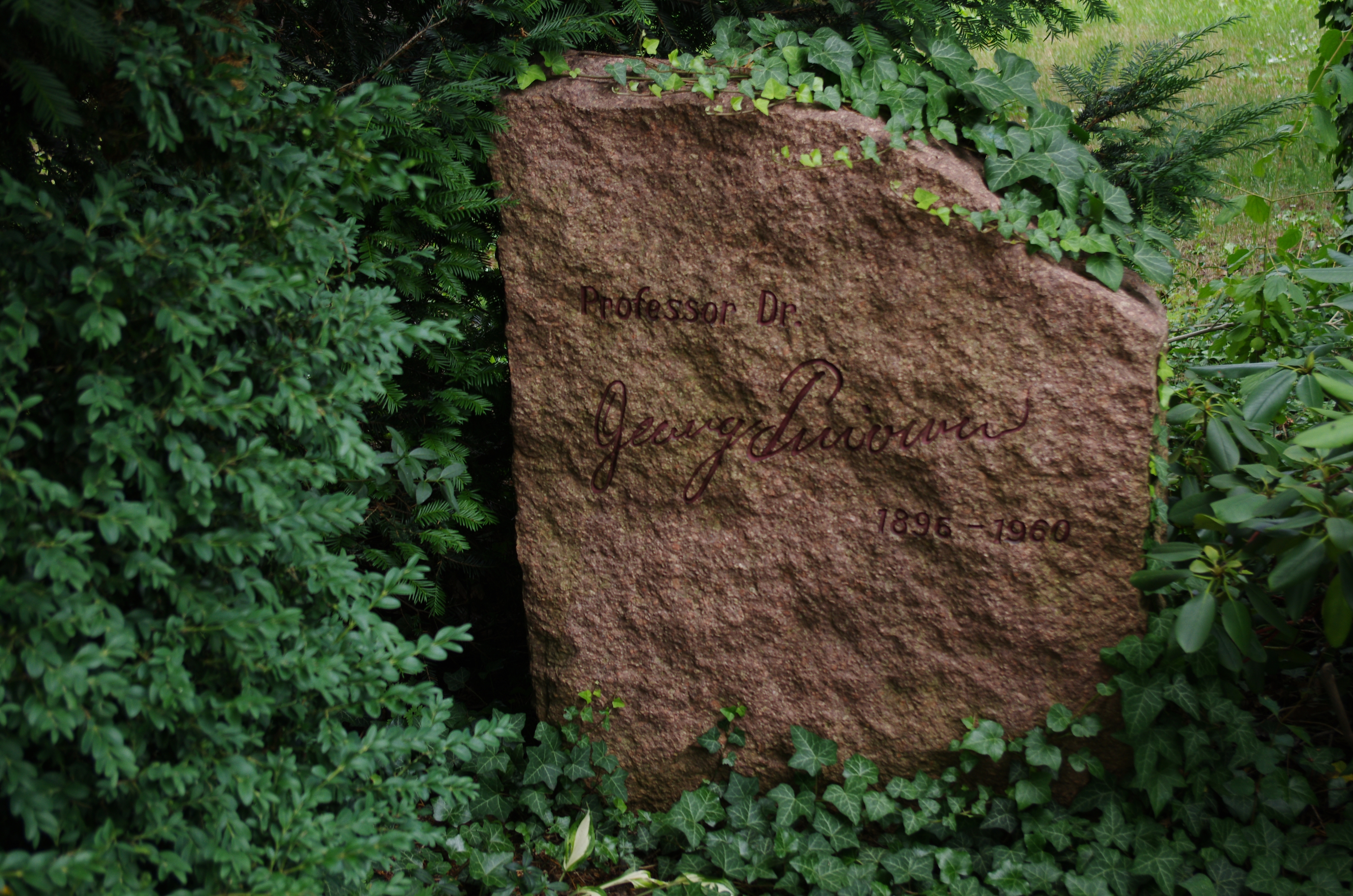
Ehrengrab von Georg Pniower auf dem Friedhof Baumschulenweg

Pniower forderte in den 1950er Jahren die Verabschiedung eines moderneren Umweltgesetzes. Er konnte sich gegen die Naturschützer, an deren Spitze der Botaniker und Pflanzensoziologe Hermann Meusel stand, aber nicht durchsetzen. 1960 wurde Pniower mit der Doktorwürde ausgezeichnet.
Georg Pniower starb nach einem Herzinfarkt am 14. März 1960 im Alter von 63 Jahren in Berlin.
Die Beisetzung erfolgte auf dem alten Teil des Friedhofs Baumschulenweg. Auf Beschluss des Berliner Senats ist die letzte Ruhestätte von Georg Pniower (Grablage: H3-534) seit 1999 als Ehrengrab des Landes Berlin gewidmet. Die Widmung wurde im Jahr 2021 um die übliche Frist von zwanzig Jahren verlängert.

## Wirken

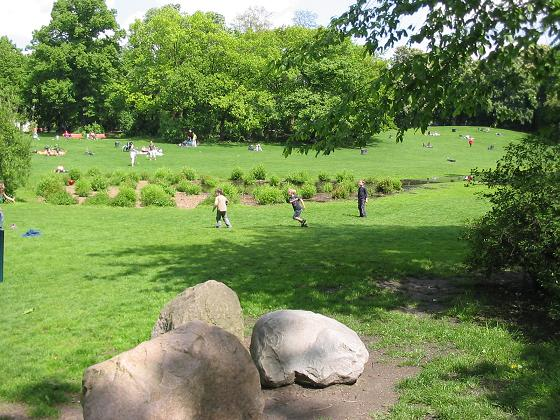
Liegewiese im Volkspark Wilmersdorf

Unter Pniowers Leitung entstand ab 1930 in der Siemensstadt die Gartenanlage der Siedlung Heimat, die bis heute weitgehend originalgetreu erhalten ist. Weitere Arbeiten Pniowers in Berlin sind
- die Freiraumanlagen der Landhaussiedlung Dahlem (1925)
- der Reihenhausgarten Pniower in Zehlendorf (ab 1933)
- Parkanlagen Volkspark Wilmersdorf (ab 1938)
- die Anlagen im Heinrich-von-Kleist-Park in Berlin-Schöneberg (1945)
- die Anlage des Sommerblumengartens (1959) im Treptower Park
- der Garten des ehemaligen Verwaltungsgebäudes der Berufsgenossenschaft der chemischen Industrie.

Pniower sah es als Aufgabe der Landschaftsplaner an, in den „Dienst der Volksgesundheit“ zu treten. Dabei sollten sie „die Menschen ausreichend mit Luft, Licht, Sonne und Bewegungsraum (…) versorgen und dadurch die Krankheitsbereitschaft und die Verbreitung typischer Zivilisationsseuchen (…) vermindern.“